# 东黄城根北街
39°55′37″N 116°24′24″E / 39.927076°N 116.406787°E
东黄城根北街，是位于北京市东城区西部的一条道路。

## 简介
东黄城根北街北起地安门东大街，南到五四大街，与东黄城根南街连接。因为是临近北京皇城东侧北段的道路而得名。明朝称“火道半边街”。清朝称“东安门外北夹道”。中华民国称“东皇城根”，后将“皇”字改成“黄”字，以示破除帝制，称“东黄城根”。1965年北京市整顿地名时，改名“东黄城根北街”。文化大革命中一度改称“霞光街”，后来复名“东黄城根北街”。
抗日战争时期，日本占领北平（占领后不久更名为“北京”）。1940年11月29日，日军军官高月保、乘兼悦郎，在东黄城根行走，突遭枪击。刺杀事件是麻景贺（又名“麻克敌”）为首的行动组干的。麻景贺是军统华北特工，不仅姓麻，而且脸上有麻痕。这两位日军军官都是日本贵族院的成员，是日本天皇的“特使”，来华代表天皇“宣抚”华北日军，并且转达天皇关于扩大侵华战争的“御旨”。他们表面上是“中佐”，但当时日本及日本扶植的傀儡政权的报纸上，有时称他们“将军”。在此次刺杀事件中，高月保被刺身亡，乘兼悦郎生还，说出了麻景贺的面貌特征，事件发生后，日军在北京四处“抓麻子”，滥杀无辜，特别是脸上有麻痕的中青年男子均遭严刑拷打，几乎没人幸免。为免民众遭涂炭，麻景贺遂主动“自首”，后来被日本人处死（另一种说法是因叛徒告密而被捕）。
原来的中法大学位于东黄城根北街20号。中华民国初年，蔡元培等人发展教育。民国九年（1920年），将北京西山碧云寺原有的法文预备学校扩充成为文理两科，正式成立中法大学。民国十四年（1925年），将中法大学的文科迁至东黄城根北街，改为服尔德学院，民国二十年（1930年）改称文学院，民国二十三年（1934年）又将孔德学校并入。原中法大学坐东朝西，大门是中式建筑，院内的主要建筑是一座西式三层楼。1990年，该院施工时，在礼堂的墙上发现一面长2米、宽约4米的刻石，上面刻有《总理遗嘱》。如今，大门和楼房尚存，作为“原中法大学”被公布为北京市文物保护单位。